# Iñaki Goitia
Iñaki Goitia Peña, deportivamente conocido como Goitia (Baracaldo, Vizcaya, España; 2 de marzo de 1982), es un exfutbolista español que actuaba como portero. Pese a haber nacido en Baracaldo, es natural de Portugalete.

## Trayectoria
La carrera de Iñaki Goitia se inició en la S. D. Amorebieta en la temporada 2001-02 en 3.ª División.
En la temporada 2002-03 se incorporó a las filas del Amurrio Club, donde se convierte en una revelación en su debut en la Segunda "B". En el mercado invernal el recién descendido Burgos C.F. de Carlos Terrazas le fichó para reforzar la portería burgalesa.
Su progresión no pasó inadvertida para el Málaga C. F., que lo reclutó para jugar en el Málaga C. F. "B" para la temporada 2003-04, la del debut del filial malacitano en LIGA Adelante, disputando 20 partidos compitiendo por el puesto con Lara y Francis. En la siguiente temporada se consolidó en su puesto, disputando 37 partidos. en la 2005-06, ascendió al primer equipo, donde gozó de escasas oportunidades, por lo que quedó finalmente relegado al puesto de segundo portero y desde allí vivió el descenso del equipo.
La temporada 2006-07 la inició en el banquillo ya que Marcos Alonso apostaba por Francesc Arnau como guardameta titular. La llegada de Muñiz le abrió la titularidad a falta de 15 jornadas del final. A partir de ese momento se convirtió en pieza clave del Málaga C.F. para conseguir la salvación y el ascenso a LIGA BBVA en la temporada 2007-08. En la temporada 2008-09 cuajó grandes actuaciones contribuyendo a convertir en al equipo en la revelación de la temporada, solo faltando el premio de entrar en competición europea.
Al finalizar la temporada finalizó su contrato con el Málaga C.F. y firmó por el Real Betis. El 29 de agosto de 2009 debutó en partido oficial con el Real Betis frente al Córdoba CF. Tras un comienzo bueno, quizás algo titubeante en las salidas, se afianzó en la portería bética y realizó grandes partidos que salvaron al Real Betis en bastantes ocasiones. Con el cambio de entrenador (Antonio Tapia fue sustituido en la 21.ª jornada por Víctor Fernández) llegó el mejor partido de la temporada. Contra el Córdoba realizó grandes intervenciones, incluyendo varios manos a manos, y consiguió que el equipo bético lograse los 3 puntos. En la temporada 2010-11, pese a ser el guardameta elegido por Pepe Mel, se vio relegado a la suplencia gracias al buen trabajo de Casto. El 5 de junio de 2011 se conoció que era uno de los jugadores descartados para la temporada del regreso a LIGA BBVA del Real Betis, pero su situación cambia tras la lesión de Fabricio, nuevo portero del equipo.
El 12 de julio de 2012, rescindió su contrato con el Real Betis para firmar por la revelación de la Copa del Rey, el  C. D. Mirandés, que en la temporada 2012-13 debutó en la Segunda División. Para el míster Carlos Pouso, fue el portero titular en el C. D. Mirandés.
El 2 de julio de 2013 el Alavés comunicó a través de su web oficial su fichaje por dos temporadas, para reforzar la portería del club vitoriano de cara a su vuelta a la LIGA Adelante. Tras empezar como guardameta titular, la llegada de Alberto al banquillo supuso su salida de la portería en beneficio de Iván Crespo. Durante los partidos disputados el jugador fue duramente criticado por la afición alavesista.

## Clubes
| Club                    | País   | Año       | Partidos | Goles encajado |
| ----------------------- | ------ | --------- | -------- | -------------- |
| S. D. Amorebieta        | España | 2001-2002 | 5        | x              |
| Amurrio Club            | España | 2002-2003 | 8        | 7              |
| Burgos C. F.            | España | 2002-2003 | 7        | 3              |
| Málaga C. F. "B"        | España | 2003-2005 | 58       | 67             |
| Málaga C. F.            | España | 2005-2009 | 83       | 101            |
| Real Betis Balompié     | España | 2009-2012 | 69       | 70             |
| Club Deportivo Mirandés | España | 2012-2013 | 41       | 50             |
| Deportivo Alavés        | España | 2013-2015 | 30       | 45             |